# Montevideo Wanderers FC
Montevideo Wanderers FC is een Uruguayaanse voetbalclub uit de hoofdstad Montevideo. De club werd opgericht op 25 augustus 1902. De thuiswedstrijden worden in het Estadio Parque Alfredo Victor Viera gespeeld, dat plaats biedt aan 12.000 toeschouwers. De clubkleuren zijn wit-zwart.

## Erelijst
- Primera División

1906, 1909, 1931
- Segunda División

1952, 1962, 1972, 2000

## Bekende (oud-)spelers
- Jorge Barrios
- Mauro Camoranesi
- Mathías Corujo
- Enzo Francescoli
- Fernando Muslera
- José María Medina
- Néstor Montelongo
- Mauricio Nanni
- Eduardo Ricagni
- Héctor Scarone